# Der joviale Russe
Der joviale Russe ist der Titel einer klanglich-assoziativen Übertragung des Apollinaire-Gedichts „La jolie rousse“ (wörtlich: „Die hübsche Rothaarige“) aus dem französischen Original ins Deutsche. Sie stammt von Ralf-Rainer Rygulla und Rolf Dieter Brinkmann und erschien 1969 erstmals  in der Anthologie „März Texte 1“ des März Verlags.

## Entstehung und Inhalt
In einer Fußnote zu diesem Übersetzungs-Experiment werden als Zeit und Ort der Entstehung des Textes angegeben: „Mai 1969, Köln, Brüsseler Platz 17“. Außerdem ist in der Fußnote von einer „Zusammenarbeit“  Rygullas und Brinkmanns mit Apollinaire die Rede. Der Text stelle „den Versuch dar, ohne Kenntnis der Fremdsprache (in diesem Fall des Französischen) ein Gedicht zu übertragen nach dem im Augenblick des Lesens sich einstellenden Oberflächenverständnisses“. 

## Textauszug
(die ersten vier Zeilen)
| Der joviale Russe (die Übertragung von Rygulla und Brinkmann) Meine Stimme verlangt nach einem Heim plan wie eine Sense Kenner des Lebens und des Todes so kühn wie die Wand die weiß Ahja ein Pulver ohne Geruch und weniger Freude als Liebe Ahja so kelchweiß in Pose deiner Idee […] |  | La jolie rousse (das Original von Guillaume Apollinaire) Me voici devant tous un homme plein de sens Connaissant la vie et de la mort ce qu’un vivant peut connaître Ayant éprouvé les douleurs et les joies de l’amour Ayant su quelquefois imposer ses idées […] |

## Quelle
- Ralf Rainer Rygulla & Rolf Dieter Brinkmann: Der joviale Russe. In: März Texte 1. März, Darmstadt 1969, S. 70–73 sowie S. 304–305 (Fußnote).
  - wieder in Jörg Schröder (Hg.): Mammut. März-Texte 1 & 2. ebd., Herbstein 1984, ISBN 3-888800323.
  - wieder in Renate Matthaei (Hg.): März-Texte 1 & Trivialmythen. Area, Erftstadt 2004, ISBN 3-899960297, S. 72–75 zweisprachig sowie S. 306f ausf. Fußnote.